# Leżajsk
Leżajsk (en polonès: Leżajsk) (en yidis: ליזענסק, Lizhensk) (en ucraïnès: Лежайськ, Lezháisk) és una ciutat del sud-est de Polònia, en el nord del voivodat de subcarpàcia, la capital del powiat de Leżajsk. Es troba a la vall del riu San a prop del bosc de Sandomierz. El 2016 comptava amb 14.064 habitants.

## Història

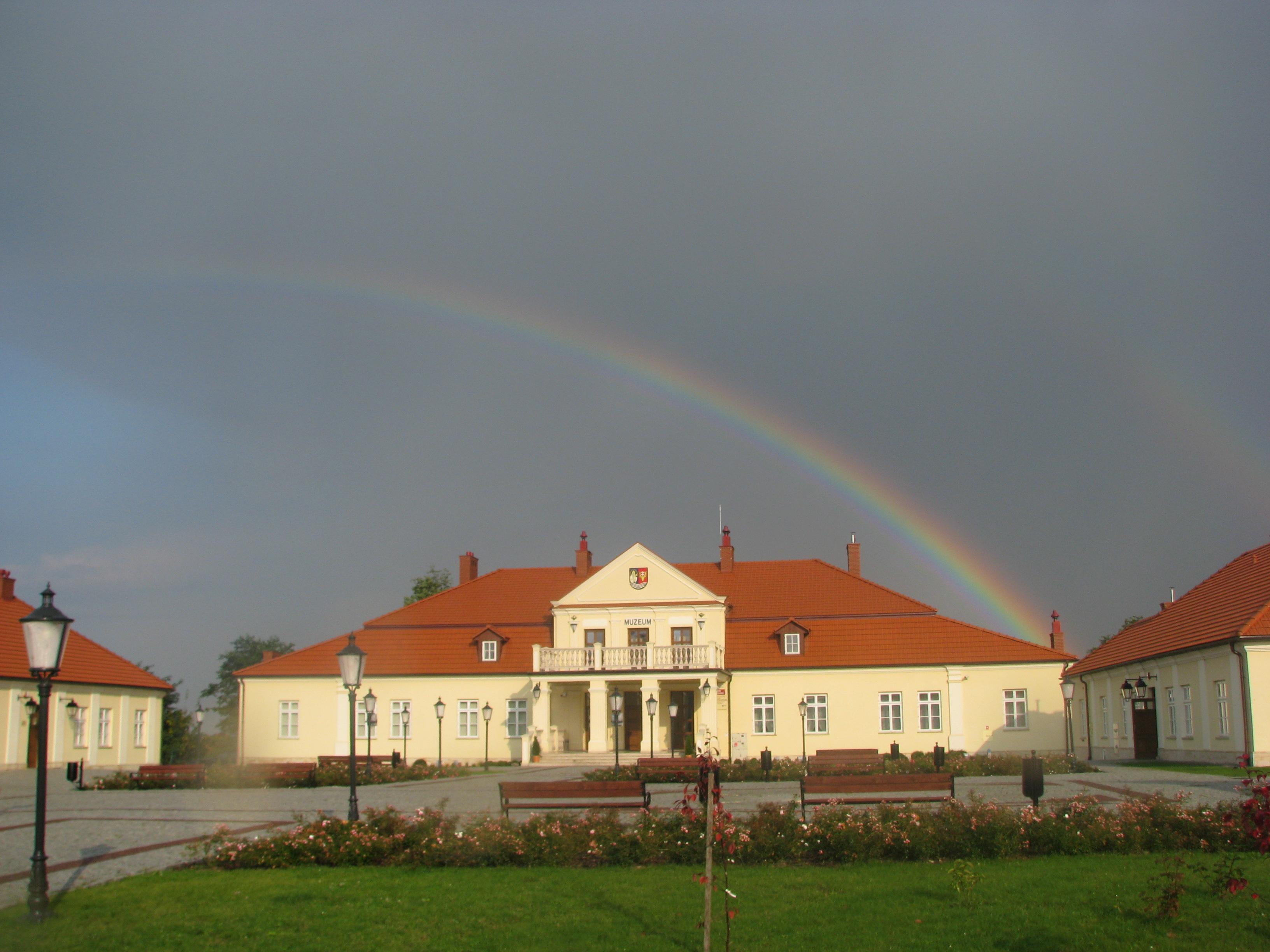
Museu de la Terra de Leżajsk.

Abans del segle xiv les terres de Leżajsk van ser habitades per les tribus dels Lendinians. De 1346 ens arriba la més antiga informació sobre l'existència de la ciutat.
Al segle xiv la vila formava part de les pertinences personals de la corona polonesa. El 28 de desembre de 1397 el rei Ladislau II Jagelló li va concedir els drets de ciutat. Segons el Codex diplomaticus Poloniae, el 1409 el mateix rei va crear la parròquia de Leżajsk.
Els anys 1498, 1500, 1509, 1519 i 1524 la ciutat va patir diversos atacs per part dels tàtars Després d'aquests tràgics esdeveniments, el 23 de setembre de 1524 el rei Segimon el Vell va ordenar el trasllat de la ciutat de la seva antiga ubicació a les ribes del riu San a la seva ubicació actual, on era més fàcil defensar-la.
El 1924 la ciutat va patir un altre atac dels tàtars, manats pel kan Temir, que van assassinar tots els ancians i nens ofegant-los en un pantà a proximitat de la ciutat. En els anys 1655-1656 la ciutat (igual que tot el país) patia constants atacs per part dels suecs (aquests atacs són coneguts amb el nom del «diluvi»).

### Particions de Polònia
Després de la primera partició de Polònia, Leżajsk es va trobar dins del territori austríac. El 1809 els exèrcits guiats per mariscal príncep Józef Antoni Poniatowski van alliberar la ciutat, no obstant això els austríacs aviat van recuperar la ciutat de nou.

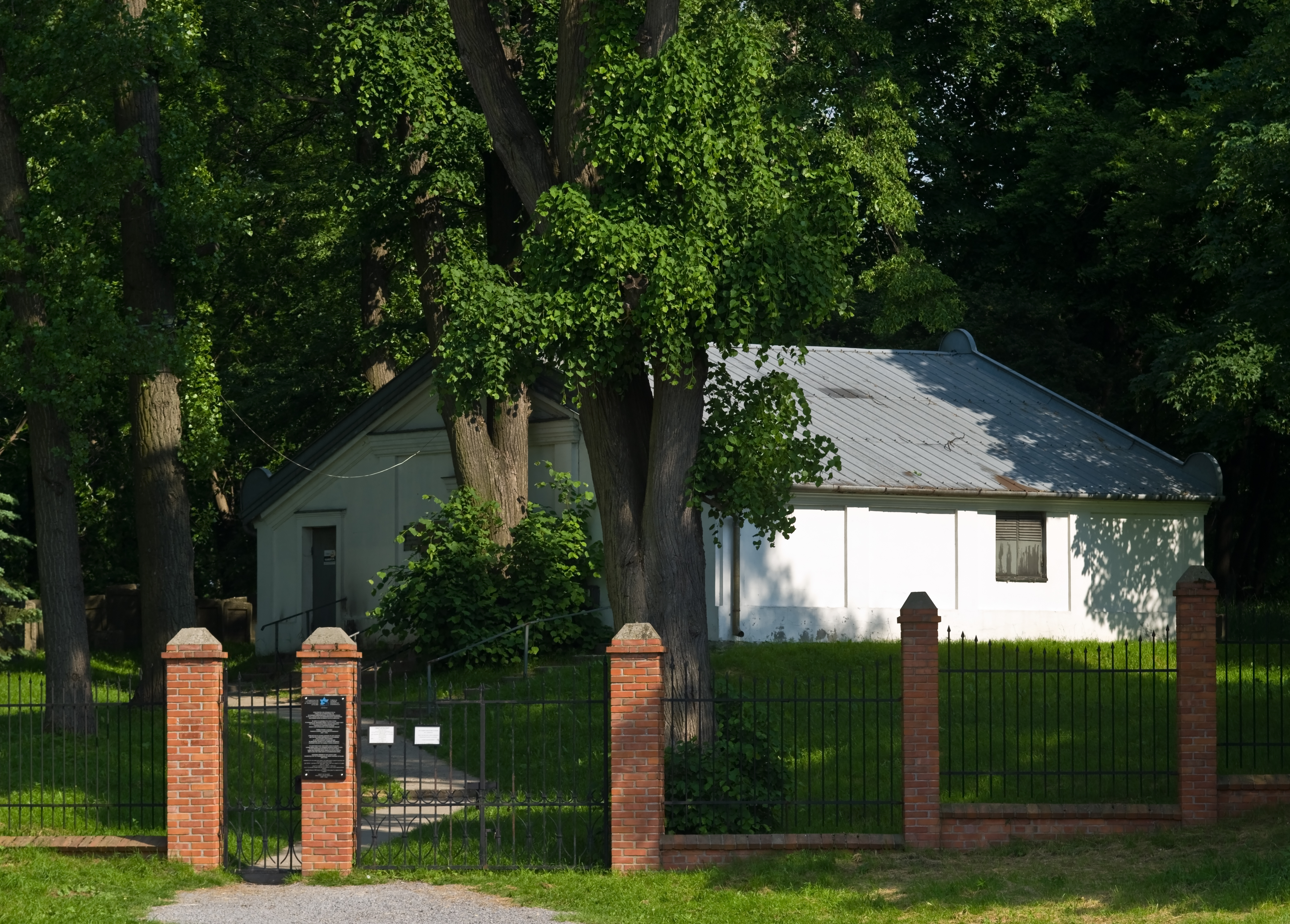
La tomba del tzadik Elimelech

A partir de 1772 a la ciutat va treballar el tzadik Elimelech de Lizensk, un remeier i obrador de miracles jueu. Fins al dia d'avui cada any la ciutat és visitada pels jueus de tot el món fent pelegrinatge fins a la seva tomba i resant per miracles.

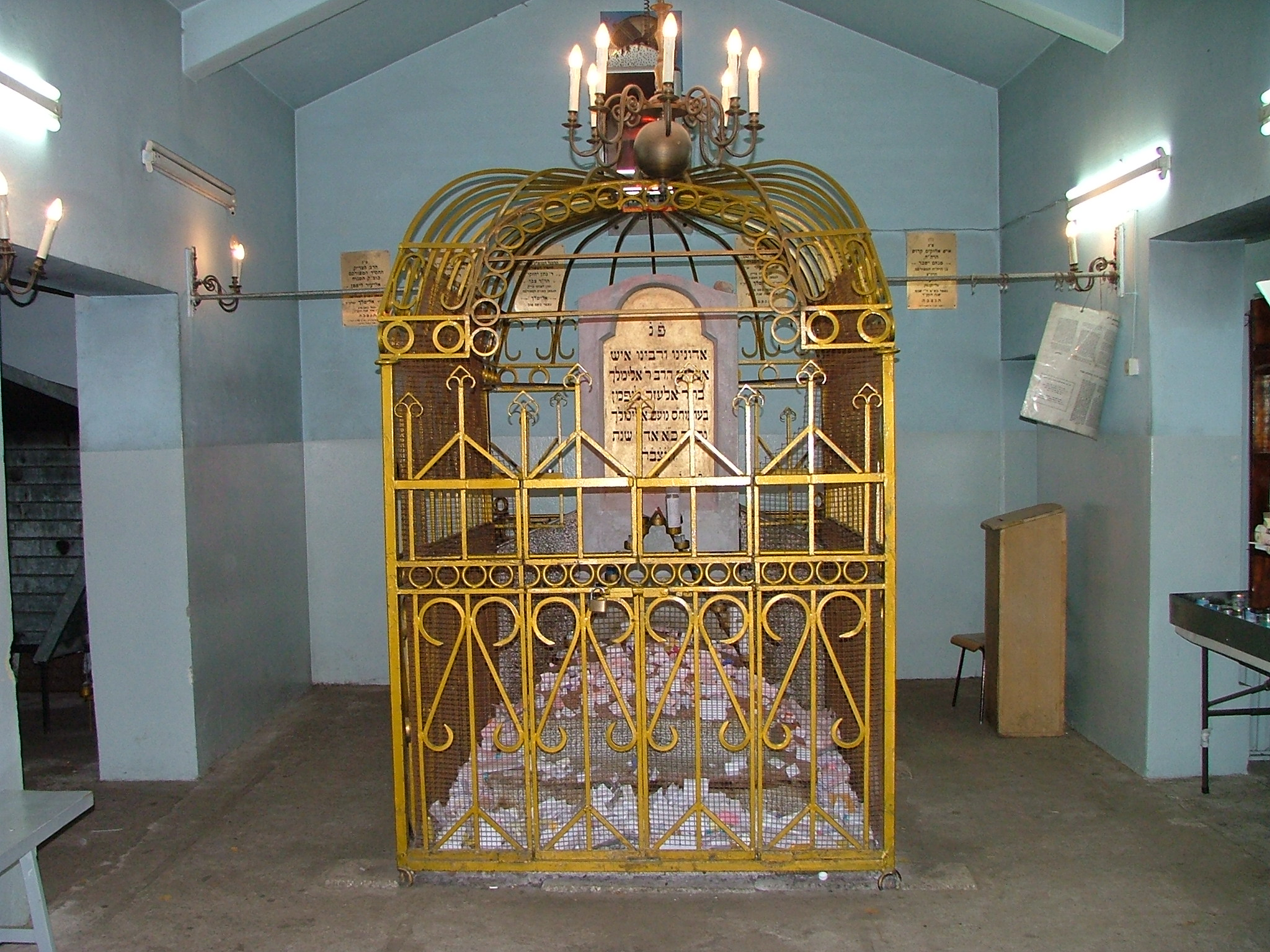
Interior de la tomba del tzadik Elimelech.

Arran de l'anomenada Primavera dels Pobles, es va crear la Lliure i Real Ciutat de Leżajsk. A finals del segle xix es va construir la connexió de ferrocarril amb la localitat de Rozwadów i la ciutat de Przeworsk. Es van començar també els treballs en la regulació del riu San.

### Primera Guerra Mundial
Durant la Primera Guerra Mundial els enfrontaments entre l'exèrcit austrohongarès i l'exèrcit imperial rus es duien a terme directament a les ribes del San. A causa de l'ús de l'artilleria van patir diversos edificis dins de la ciutat, inclòs el monestir de Leżajsk. Entre el 18 de setembre i 10 d'octubre de 1914 i més tard entre el 5 de novembre i 14 de maig de 1915 la ciutat es trobava sota l'ocupació russa.

### Segona República Polonesa
El juliol de 1929 Leżajsk es va trobar en el camí del viatge d'inspecció del president Ignacy Mościcki.

### Segona Guerra Mundial

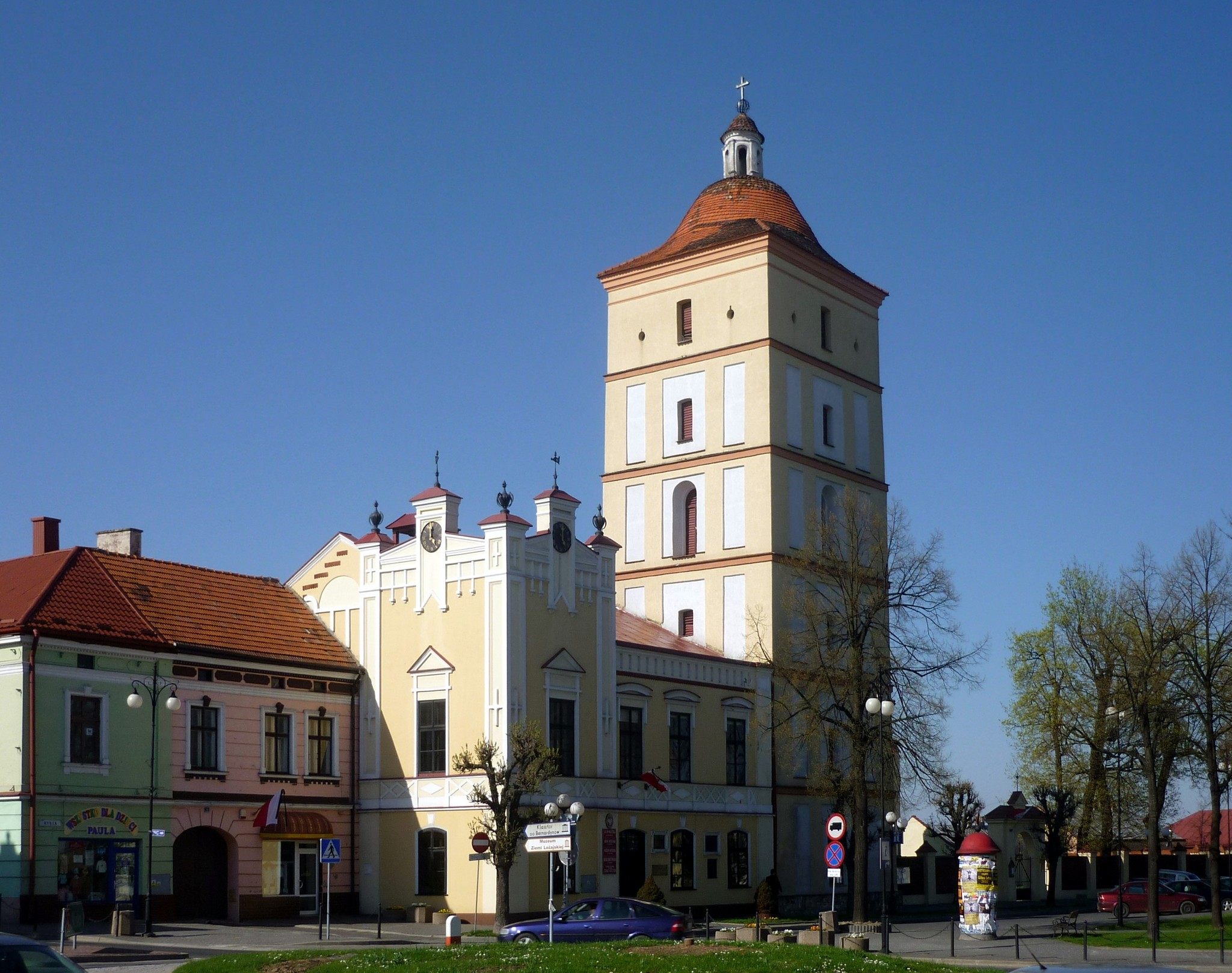
Ajuntament i la seva torre.

El 13 de setembre de 1939 va començar l'ocupació nazi de Leżajsk. El 15 de setembre els exèrcits nazis amb el primer comandant de la ciutat van ser rebuts oficialment a l'ajuntament per Weissbrott, un enginyer de geodèsia vestit amb l'uniforme nazi, que havia estat contractat abans per les autoritats del voivodat, alguns ucraïnesos que vivien en la ciutat van oferir la seva cooperació.
El 3 de novembre, pocs dies abans del Dia de la Independència (11 de novembre) es van dur a terme diverses detencions, van arrestar el burgmestre T. Niziński i els professors de l'institut S. Gdula, W. Klimek i J. Gröger, entre altres persones. A l'agost de 1940 van tenir lloc altres detencions: el rector Czesław Broda i el coronel Stanisław Eustachiewicz.
El 15 de setembre de 1939 els nazis van incendiar la sinagoga i van expulsar la majoria dels jueus cap a la zona soviètica, darrere de les línies de demarcació que van ser marcades pel llit del riu San. Els 350 jueus que s'hi van quedar van ser posteriorment tancats en un gueto i molts d'ells van ser assassinats al cementiri. L'1 de maig de 1942 es va liquidar el gueto i els jueus van ser traslladats a diversos camps de concentració, unes 100 persones van ser assassinades durant la liquidació. Alguns dels habitants polonesos de Leżajsk ajudaven els jueus que vivien al gueto malgrat la pena de mort que podien rebre per ajuda'ls.
El 28 de maig de 1943 va tenir lloc la pacificació de la Leżajsk, durant la qual els alemanys van matar en un barranc proper al poble 43 habitants de la ciutat, entre ells 28 membres de l'Armia Krajowa.
El 27 de juliol de 1944 Liżajsk va ser presa per l'exèrcit soviètic.

### Catàstrofes que van arruïnar la ciutat
- 1498, 1500, 1503, 1509, 1519, 1524: atacs dels tàrtars,
- 1965: gran inundació,
- 1655-1656: El Diluvi,
- 1657: atac dels exèrcits hongaresos de Jordi Rákóczi II,
- 1672: incendi i un altre atac dels tàrtars,
- 1705, 1710, 1712, 1717, 1718, 1721: grans plagues,
- 1768-1772: saquejos dels exèrcits dels ocupants que perseguien als membres de la confederació de Bar,
- 1809: saqueig rus,
- 1811: incendi de diversos edificis de fusta,
- 1812-1813: requisicions i saquejos de menjar per part dels russos,
- 1831: plaga de còlera,
- 1846: males collites, plaga en les plantacions de patates, plaga de còlera,
- 1873: incendi de l'escorxador, inundació dels camps en les ribes del riu San, calamarsa, plaga de còlera, incendi del nord de la ciutat, de l'ajuntament i de l'escola pública,
- 1903, 1906: incendis.

### Administració
Al llarg dels segles la ciutat pertanyia a diverses entitats administratives:
- 1867-1918: Regne de Galítsia i Lodomeria,
- 1918-1939: voivodat de Lviv,
- 1939-1944: districte de Cracòvia, Govern General,
- 1945-1998: voivodat de Resovia.

## Educació, cultura i esport

### Educació
- 5 llars d'infants,
- 3 escoles de l'educació primària (szkoła podstawowa),
- 1 col·legi de l'educació especial,
- 1 escola de l'educació secundària (gimnazjum),
- 2 instituts de batxillerat:
  - 1 escola de matèries tècniques (technikum): Zespół Szkół Technicznych im. Tadeusza Kościuszki,
  - 1 escola de matèries generals (liceum): Zespół Szkół Licealnych im. Bolsława Chrobrego,

- 3 escoles de música,
- 3 escoles d'idiomes.

### Cultura
- Centre Cultural Urbà de Leżajsk (Miejskie Centrum Kultury w Leżajsku),
- Museu de la Terra de Leżajsk (Muzeum Ziemi Leżajskiej).

### Esport
- 1 club de futbol:
  - MZKS „POGOŃ” Leżajsk,
- 2 clubs de voleibol:
  - UKS „Trójka” Leżajsk,
  - „Feniks” Leżajsk,

- 1 club d'escacs:
  - UKS SP1 Leżajsk,
- Centre Urbà d'Esport i Recreació (Miejski Ośrodek Sportu i Rekreacji) que conté:
  - una piscina,
  - una llacuna,
  - un estadi de futbol,

- 1 club de tennis de taula:
  - UKS SP1 Leżajsk,
- 1 club de karate kyokushin.

### Atraccions turístiques
- Monestir de Leżajsk,
- Òrgan del Monestir de Leżajsk,
- Ajuntament,
- Museu de la Terra de Leżajsk,

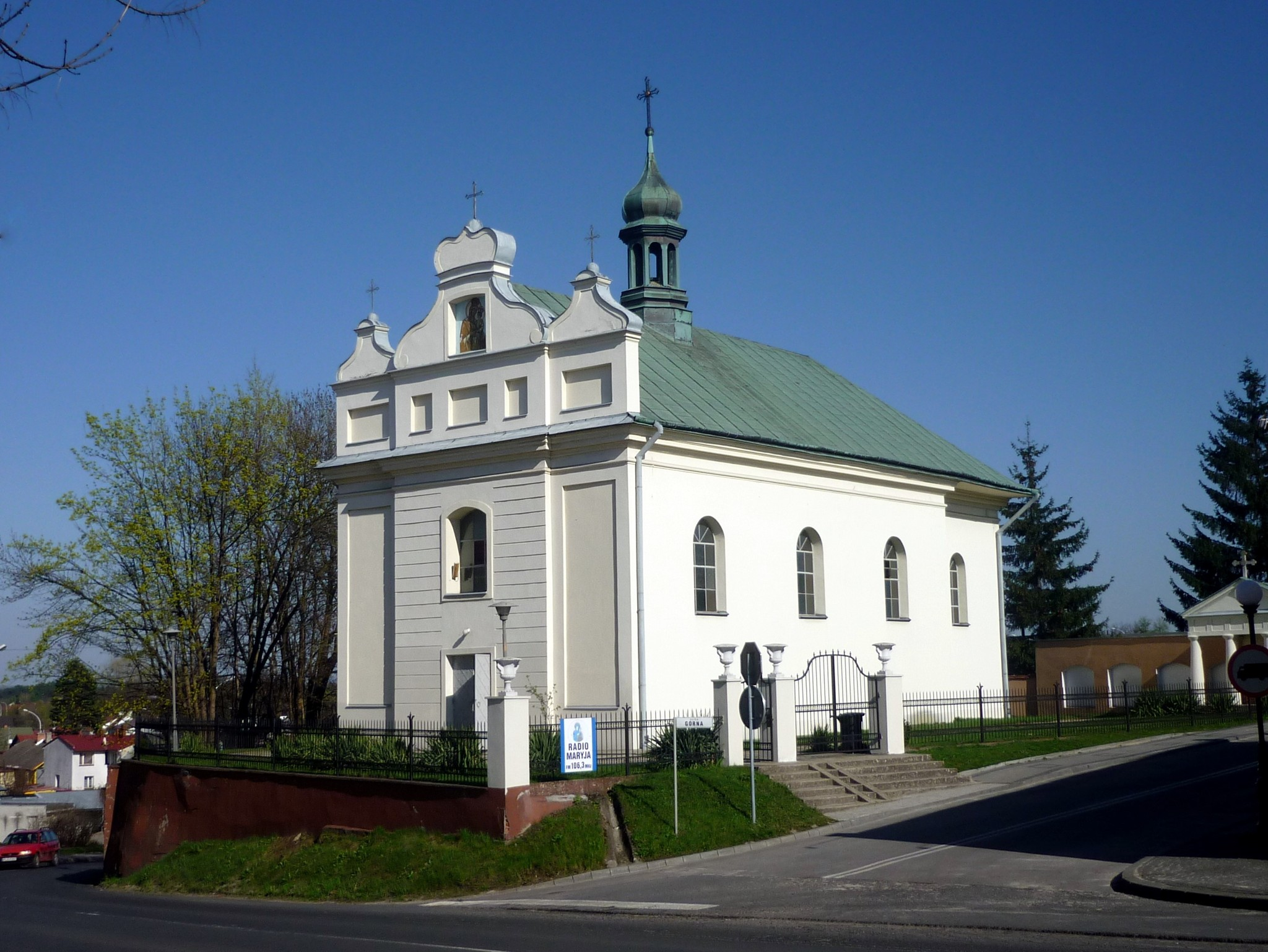
Antiga Església Ortodoxa del Trànsit de María, actualment pertanyent a l'Església Catòlica Romana.

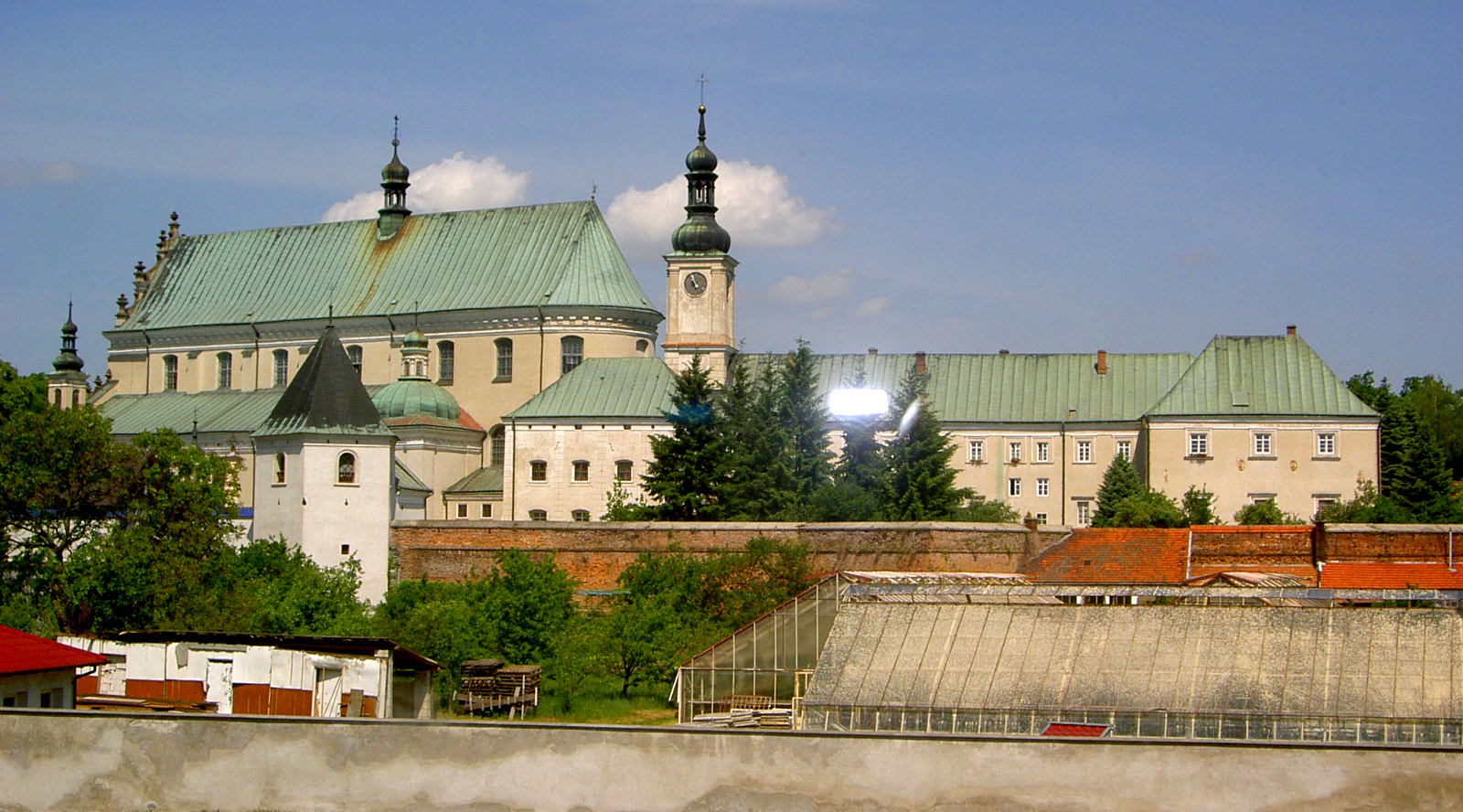
Vista del Monestir de Leżajsk.

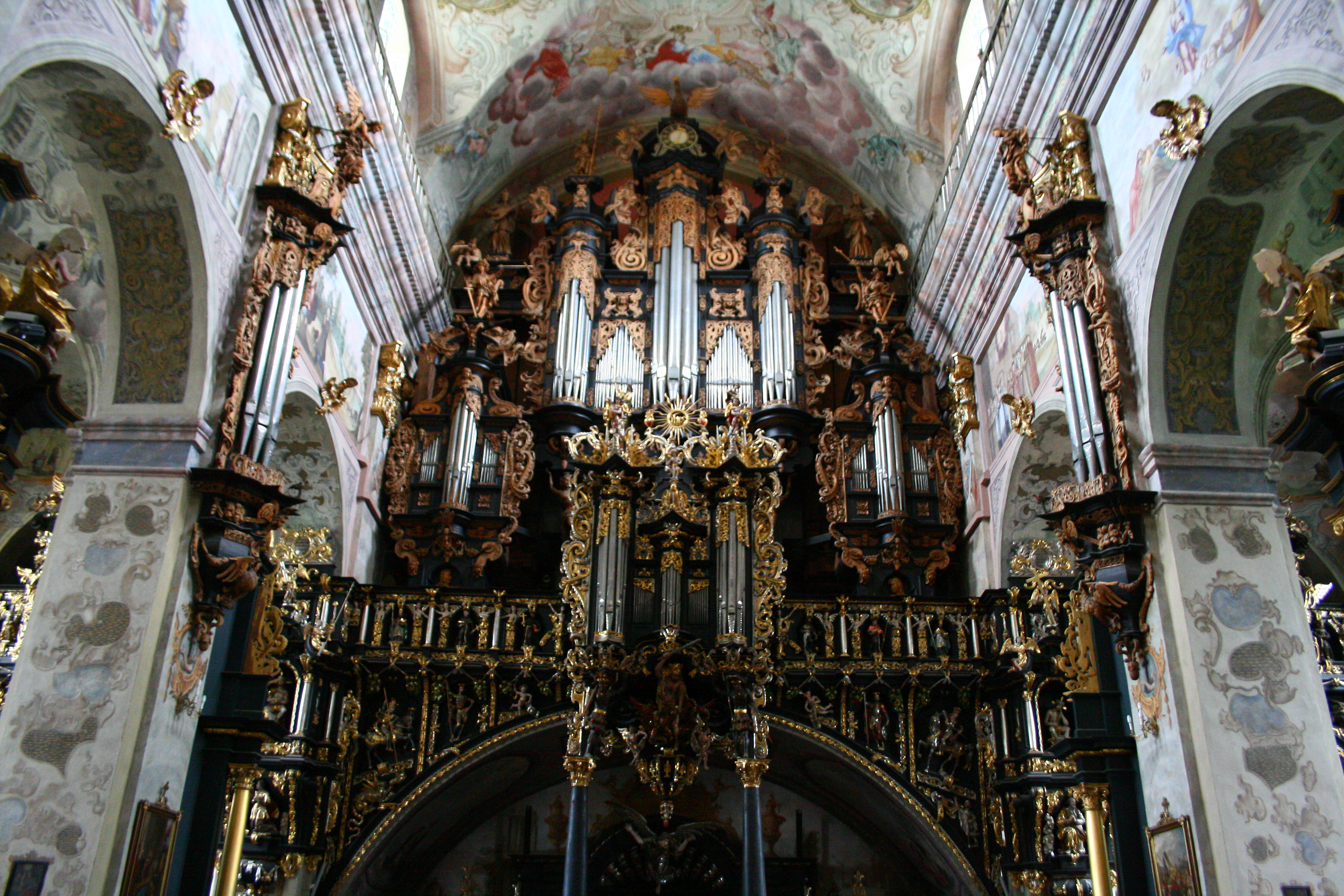
L'òrgan del Monestir de Leżajsk.

- Església de la Santíssima Trinitat,
- Edifici de Càritas Diocesana,
- Casa Nacional Polonesa (Dom Narodowy Polski), actualment supermercat Orzech,
- capella de maó vermell en el cementiri,
- edifici del banc Bank Spółdzielczy,
- església ortodoxa del Trànsit de María, actualment pertany a la parròquia catòlica,
- Edifici de Kisielewicz,
- Taverna del carrer de Mickiewicz número 11,
- Palau de Mier, actualment seu d'una ordre religiosa femenina,
- Cementiri jueu amb la tomba del tzadik Elimelech de Lizensk.

## Economia i comerç
En la ciutat i al seu voltant es troben:
- una cerveseria (Browar Liżajsk del Grup Żywiec S. A.),
- un centre de processament de fruites i verdures HORTINO Sp. z o.o.,
- una fàbrica de màquines,
- una planta de silicat,
- una planta de tabac PHILIP MORRIS,
- supermercats de les següents franquícies: Biedronka, Delikatesy Centrum, Lidl, Rossmann, Stokrotka,
- centres comercials: STILEX, As, Pilawa.

## Transport i comunicació

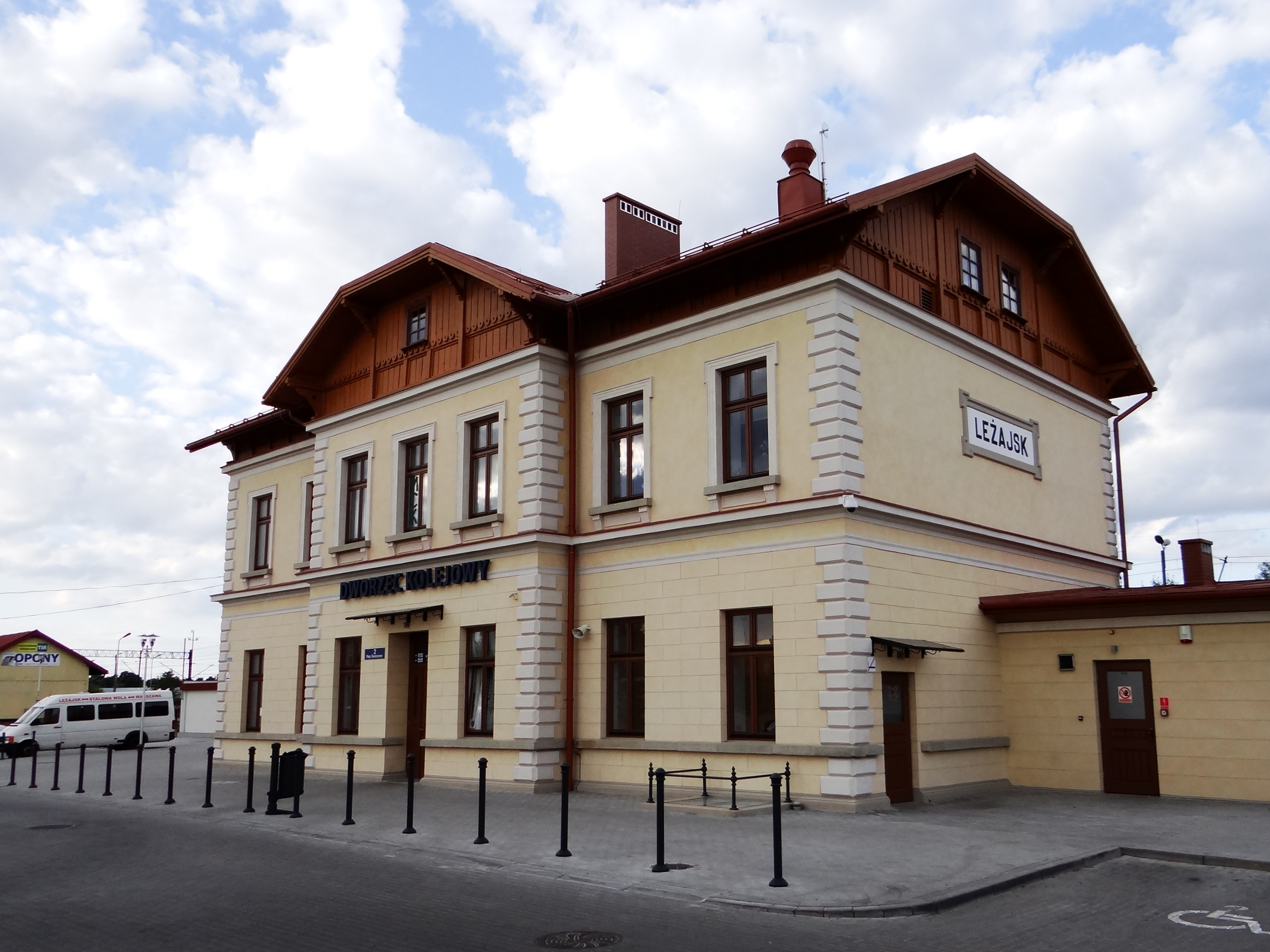
Estació de trens de Leżajsk.

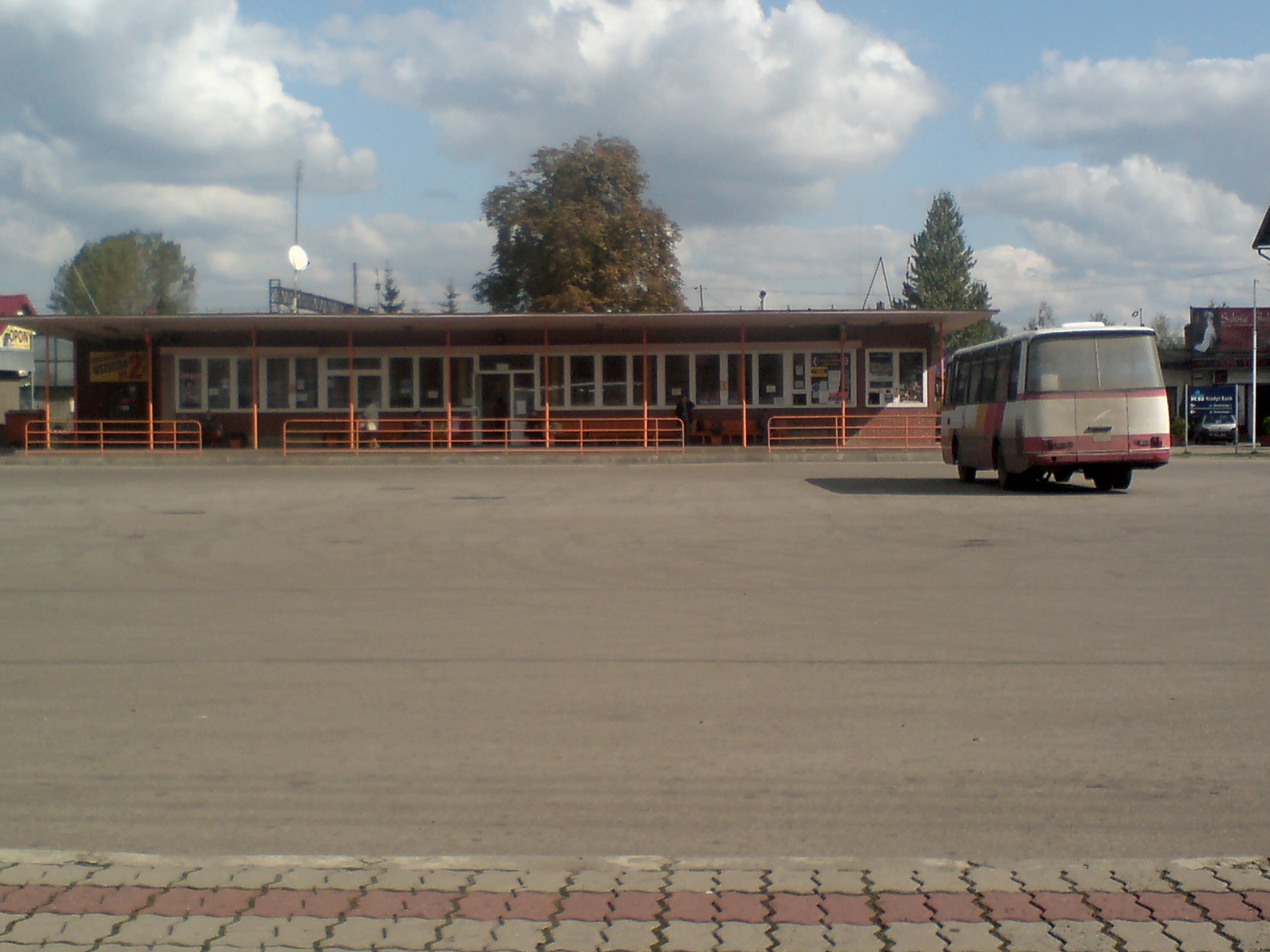
Estació d'autobusos.

- Una línia de ferrocarril n.º 68, parcialment electrificada, que connecta les ciutats de Lublin i Przeworsk,
- Un consorci d'autobusos interurbans
- Un servei de taxi.

## Religió
- 2 parròquies catòliques:
  - de la Santíssima Trinitat,
  - de l'Anunciació de María,

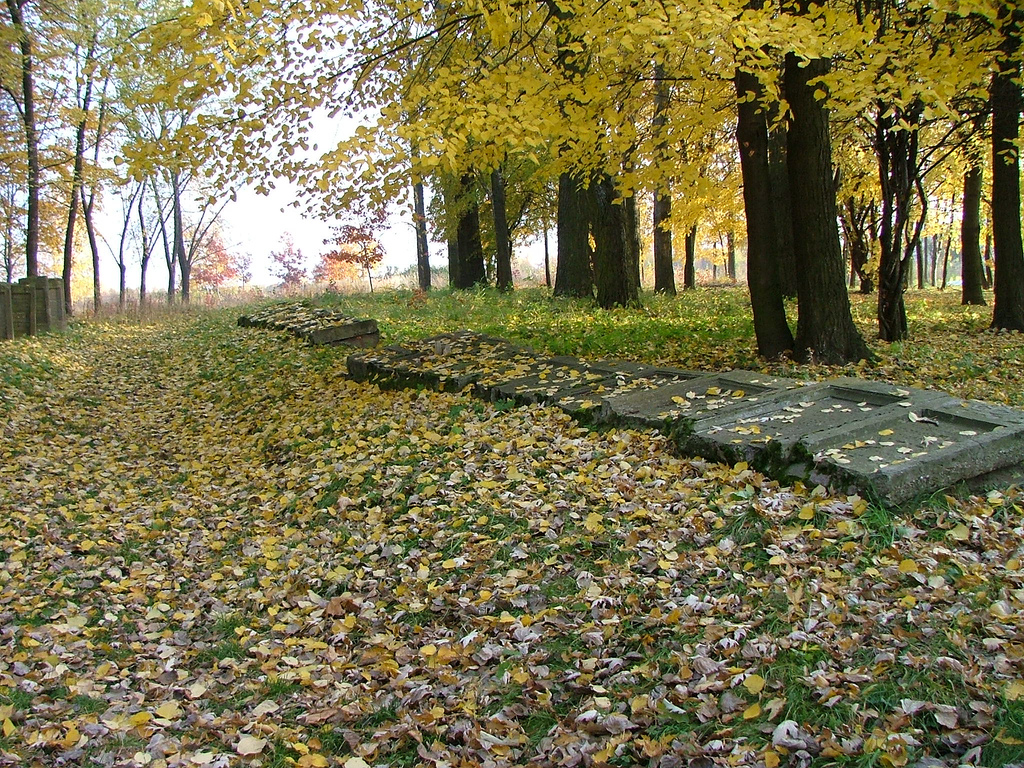
Cementiri jueu.

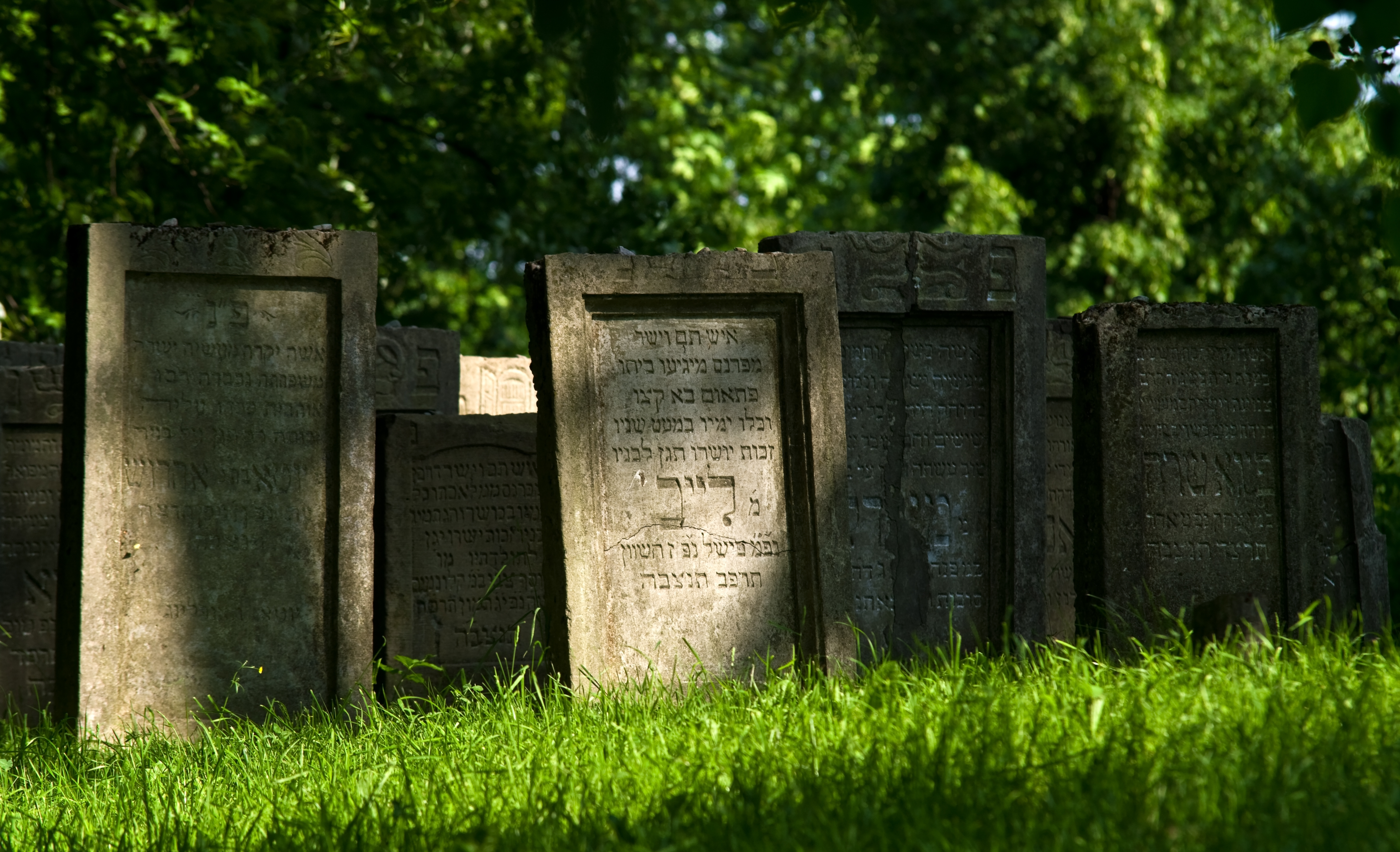
Cementiri jueu.

- Un cementiri jueu amb la tomba del tzadik Elimelech de Lizensk,
- Un Saló del Regne dels Testimonis de Jehovà.

## Ciutadans d'honor
El títol de Ciutadà d'Honor de la ciutat de Leżajsk (en polonès: Honorowy obywatel miasta Leżajska) és concedit usualment a les persones amb influències que poden oferir solucions i pendre les decisions del govern que han estat favorables per a la ciutat. Aquestes persones són inscrites en el Llibre dels ciutadans d'honor i reben un diploma. Existeix un costum segons el qual el recentment nomenat fill predilecte fa una donació per als pobres de la ciutat. Aquests són alguns dels fills predilectes de Leżajsk:
- Pare Teofil Łękawski (1866),
- Edward Acht (1869),
- Szczęsny Jawornicki (1873),
- Michał Szaszkiewicz (1873),

- Comte Alfred Józef Potocki (1875),
- Sebastian Kołodziej (1877),
- Pare Józef Graff (1878),
- Władysław Bzowski (1881),
- Władysław Filimowski (1883),
- Edmund Wachholtz (1884),
- Gustaw Knedlich (1884),
- Pare Józef Mytkowicz (1886),
- Comte Ferdynand Hompesch (1887),
- Pare Piotr Plenkiewicz (1890),
- Władysław Saturnin Szeliga (1897),
- Comte Casimir Félix Badeni, Primer ministre d'Àustria (1897),
- Józef Jachowicz.